# Mühlhausen (Neumarkt in der Oberpfalz)
Mühlhausen è un comune tedesco di 4 614 abitanti, situato nel land della Baviera.